# Eigen
Eigen — це бібліотека шаблонів C++ високого рівня для вирішення задач лінійної алгебри, операцій з матрицями і векторами, чисельного аналізу і пов'язаних з цим алгоритмів.
Eigen це бібліотека з відкритим кодом, що має ліцензію MPL2 починаючи з версії 3.1.1.
Більш ранні версії розповсюджувалися під ліцензією LGPL3+.
Бібліотека Eigen завжди відзнчалась елегантним API, гнучкими можливостями при роботі зі статично і динамічно створеними матрицями і розрідженими матрицями.
Для досягнення високої швидкодії, бібліотека Eigen містить розмотування циклів та векторизацію для наборів інструкцій SSE 2/3/4, ARM NEON і AltiVec.